# Undine Reef
Undine Reef är ett rev på Stora Barriärrevet i Australien.   Det ligger cirka 45 km nordost om Port Douglas i delstaten Queensland.